# Colorado (Rio Grande do Sul)
Colorado is een gemeente in de Braziliaanse deelstaat Rio Grande do Sul. De gemeente telt 3.771 inwoners (schatting 2009).

## Aangrenzende gemeenten
De gemeente grenst aan Carazinho, Ibirubá, Lagoa dos Três Cantos, Não-Me-Toque, Saldanha Marinho en Selbach.